# 広島大学工学部
広島大学工学部（ひろしまだいがくこうがくぶ、英称：School of Engineering, Hiroshima University）は、広島大学に設置されている学部の一つである。

## 組織
- 第一類（機械・輸送・材料・エネルギー系）
  - 機械システムプログラム：材料力学|機械力学|機械設計システム|機械知能システムA|機械知能システムB|制御工学|機械加工システム
  - 輸送・環境システム講座（旧第四類）：構造システム|構造創生|システム安全|輸送システム計画学|海上輸送システム|輸送・環境システム流体|航空輸送・海洋システム
  - エネルギー変換プログラム：動力システム|熱工学|反応気体力学|燃焼工学|プラズマ基礎科学|量子エネルギー工学|エネルギー変換材料工学
  - 材料加工プログラム：材料物理学|材質制御工学|成形プロセス工学|機械材料強度学|接合プロセス工学

- 第二類（電気電子・システム情報系）
  - サイバネティクス応用講座：システム制御論|電力・エネルギー工学|生体システム論|ロボティクス
  - システム基礎講座：社会情報学|生産システム工学|数理学
  - システム情報プログラム：コンピュータシステム|分散システム学|組み込みシステム|ビジュアル情報学|学習工学|計算機基礎学|ディペンダブルシステム論|パターン認識|ソーシャルコンピューティング|情報数理

- 第三類（応用化学・生物工学・化学工学系）	
  - 応用化学プログラム：有機超分子化学研究室|無機・ハイブリッド材料化学研究室|有機元素材料化学研究室|機能性色素化学研究室|有機π共役材料化学研究室|無機・ハイブリッド材料化学研究室|環境触媒化学研究室|高分子化学研究室|材料分析化学研究室
  - 化学工学プログラム：熱流体材料工学研究室|高圧流体物性研究室|高分子工学研究室|分離工学研究室|微粒子工学研究室|界面系プロセス工学研究室|サステイナブル材料プロセス工学研究室|グリーンプロセス工学研究室

- 第四類（建設・環境系）
  - 建築プログラム[1]
    - 建築構造学講座：建築材料学研究室|建築構造力学研究室|建築構造学研究室|建築防災学研究室|建築耐震工学研究室
    - 建築計画学講座：都市・建築計画学研究室|建築史・意匠学研究室|建築環境学研究室|建築設計学研究室

  - 社会基盤環境工学プログラム：構造材料工学|土木構造工学|地盤工学|インフラマネジメント|地球環境計画学|環境保全工学|水工学|海岸工学|

- 基礎教育系（応用数学）

## 沿革
- 1918年（大正09年）広島高等工業学校開校。(1)機械工学科, (2)電気工学科, (2)応用化学科がおかれる。
- 1929年（昭和04年）醸造学科を増設。
- 1944年（昭和19年）旧制工業専門学校の広島工業専門学校に名称変更。学科名をそれぞれ(1)機械科, (2)電気科, (3)化学工業科, (4)醗酵工学科に名称変更。1951年まで。
- 1945年（昭和20年）広島市立工業専門学校が開校。(5)造船科がおかれる。
- 1949年（昭和24年）広島工業専門学校と広島市立工業専門学校が広島大学に併合し、同大学工学部に改組。(1)機械工学科, (2)電気工学科, (3)工業化学科, (4)醗酵工学科, (5)船舶工学科, (6)土木建築工学科, (7)工業経営学科がおかれる。
- 1952年（昭和27年）工業教員養成課程を設置。
- 1959年（昭和34年）化学工学科を増設。(3)工業化学科を応用化学科と名称変更する。
- 1961年（昭和36年）(6)土木建築工学科を(6)土木工学科と(7)建築学科に分離する。
- 1961年（昭和36年）(8)精密工学科を設置。工業教員養成所を設置し、(1)機械工学科, (2)電気工学科がおかれる。
- 1965年（昭和40年）(8)工業経営学科を経営工学科と名称変更。
- 1967年（昭和42年）(10)電子工学科を設置。
- 1969年（昭和44年）工業教員養成所廃止。
- 1971年（昭和46年）(10)電子工学専攻修士課程を設置。
- 1972年（昭和47年）附属内海水環境研究施設を設置。
- 1976年（昭和51年）附属内海水環境研究施設を廃止。
- 1976年（昭和51年）工学部組織を学類制に移行。(1)第一類（機械系）, (2)第二類（電気系）, (3)第三類（化学系）, (4)第四類（建設系）, 共通講座へ改組。
- 1982年（昭和57年）広島市中区から東広島市に移転。
- 2001年（平成13年）工学部を(1)第一類（機械システム工学系）, (2)第二類（電気・電子・システム・情報系）, (3)第三類（化学・バイオ・プロセス系）, (4)第四類（建設・環境系）に改組。
- 2004年（平成16年）国立大学法人に移行。
- 2018年（平成30年）工学部を(1)第一類（機械・輸送・材料・エネルギー系），(2)第二類（電気電子・システム情報系），(3)第三類（応用化学・生物工学・化学工学系），(4)第四類（建設・環境系）に改組。